# Cantón de Salamanca
El cantón de Salamanca fue un cantón proclamado en la ciudad de Salamanca (España) el 22 de julio de 1873 durante la Primera República Española. Formó parte de la rebelión cantonal iniciada por el «Cantón Murciano» proclamado en Cartagena doce días antes. De los tres cantones que se proclamaron en Castilla y en León (junto con  el cantón de Ávila y el  cantón de Béjar) fue el de mayor duración, ya que se mantuvo hasta el 4 de agosto. Según el historiador Leopoldo Santiago Díez Cano, la relativamente larga duración del cantón se debería al «carácter pacífico y hasta tranquilo del movimiento» que lo sustentaba. De hecho «no fue necesario usar la fuerza para acabar con el cantón».

## Historia

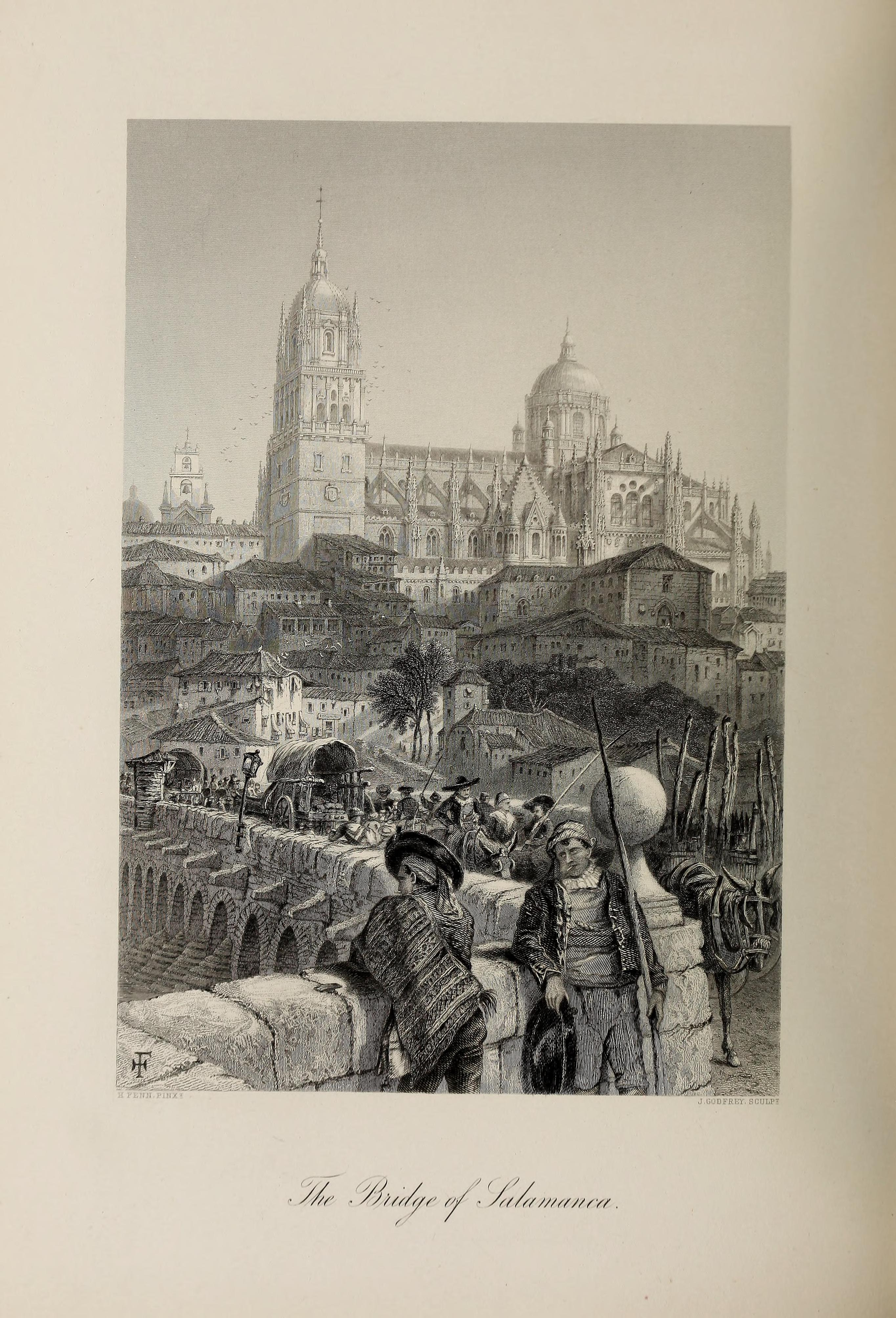
Vista de Salamanca y del puente romano (1878).

En la noche del 21 de julio de 1873 el Comité Republicano de Salamanca reunido junto con los oficiales de los Voluntarios de la República decidió formar una comisión para que resolviera si se debía proclamar el cantón de la provincia. Su conclusión fue afirmativa.. Así, hacia las cuatro de la madrugada del día siguiente se proclamó el cantón. Se levantaron barricadas, «enarbolando los sublevados bandera roja», y los Voluntarios se desplegaron por las calles, ocuparon el Gobierno Civil, la cárcel y el Ayuntamiento y obligaron a ciento setenta guardias civiles a abandonar la ciudad —llegarían a Zamora al día siguiente—. Inmediatamente se formó una Junta Revolucionaria, presidida por el diputado republicano federal Pedro Martín Benitas, a quien acompañaban el también diputado Santiago Riesco (por el distrito de Ciudad Rodrigo), Ignacio Periáñez, Joaquín Hernández Agreda y Casimiro García Moyano. Sin embargo, la Junta Revolucionaria estaba dispuesta a acatar las decisiones de las Cortes Constituyentes, tal como quedó recogido en le manifiesto que hizo público.
La Junta Revolucionaria se marcó tres objetivos prioritarios: mantener el orden, garantizar el derecho de propiedad y ordenar que tomaran posesión los nuevos concejales del Ayuntamiento elegidos en las elecciones municipales celebradas el 12 de julio. El concejal de Ayuntamiento Francisco de la Riva y Mayo, marqués de Villa Alcázar, aseguró tras entrevistarse con los miembros de la Junta Revolucionaria que esta «se hallaba animada de los mejores deseos en cuanto al orden público y pronta a transigir con el Gobierno, sus delegados o mandatarios, siendo solo su objeto... el de obtener o conseguir la integridad cantonal de Salamanca y su provincia...conservando sus facultades político-administrativas, sin aspiración a independencia ni menos a invadir funciones propias del estado general». Sin embargo su llamamiento para extender el cantón a toda la provincia no tuvo ningún eco. De hecho en Béjar proclamarían su propio cantón y otras poblaciones como Ciudad Rodrigo o Peñaranda de Bracamonte manifestaron su obediencia al gobierno central.
El día 24 de julio se conoció que los guardias civiles expulsados de la ciudad, apoyados por carabineros de Zamora y por refuerzos que debían llegar de Valladolid, se disponían a entrar en la ciudad. Dos días después llegaba a Salamanca el gobernador civil de Ávila para intentar alcanzar un acuerdo entre los insurrectos y las fuerzas gubernamentales. Finalmente se pactó la capitulación de los sublevados a cambio de que no hubiera ninguna represalia contra los miembros de la Junta ni contra los milicianos de los Voluntarios de la República que la habían apoyado. De los desperfectos causados se haría cargo el Ayuntamiento. También fue devuelto a la Diputación Provincial el dinero empleado en pagar a los Voluntarios encargados de mantener el orden en la ciudad. Así fue como el cantón terminó de forma pacífica. El 5 de agosto la Guardia Civil volvió a la ciudad y se repusieron las instituciones. En el acuerdo desempeñó un papel destacado una comisión de la Diputación Provincial que viajó a Madrid para parlamentar con el Gobierno.
Los diputados Pedro Martín Benitas y Santiago Riesco volvieron a las Cortes y el 20 de agosto se votó el preceptivo suplicatorio para que fueran juzgados por rebelión —se aprobó por un estrecho margen: 66 diputados a favor y 63 en contra—. En su defensa Martín Benitas dijo que «yo, creo, señores, que la república unitaria viene a paso de gigante, porque ya he dicho que está encarnada en el seno de esta Asamblea», e insistió en que había actuado «en nombre del derecho revolucionario (...) y para establecer de hecho la república federal que habéis proclamado». Por su parte Santiago Riesco dijo en su defensa:

Si bien es cierto que puede haber habido anticipación o precipitación en la realización de un precepto constitucional, también es cierto que nosotros al obrar de esta manera no hemos atentado en contra de la soberanía de la asamblea... ¿La Asamblea cree que yo he infringido un artículo constitucional de una Constitución que no está hecha? [...] Temíase en Salamanca, como yo creo que se temía en todas partes, que el proyecto de Constitución federal iba a quitar a todas las provincias los medios de vida que tienen. [...] Pues bien, nosotros nos hemos constituido en Junta... [y] en Salamanca han continuando funcionando todas las dependencias del Estado... Consúltese a todas las clases de Salamanca... no dirán otra cosa sino que los republicanos de Salamanca han respetado, como debe respetarse siempre, las personas, la propiedad y la familia.

Según el historiador Quintín Casals Bergés, «el cantón salmantino fue de orden republicano federal y nació por el temor de sus diputados a que la República fuese unitaria».
En 1889 Francisco Fernández Villegas dio una visión muy deformada y negativa del cantón en su libro Salamanca por dentro en el que califica lo acontecido de «tragedia revolucionaria [que] resultó, por fortuna, cómico y regocijado sainete»: «Después de quince días de federalismo, ochenta o cien carabineros... penetraron en Salamanca sin disparar un solo tiro. La cantonada se deshizo como el humo: el pueblo soberano entregó sus fusiles y cada mochuelo se fue a su olivo... De la cantonal solo queda algún gorro frigio descolorido y apolillado...».
Una interpretación completamente diferente es la que ofrece el historiador actual Leopoldo Santiago Díez Cano:

La parte más activa de los federales salmantinos, tirados desde hacía tiempo hacia posiciones más radicales, quiso aprovechar las circunstancias abiertas en el mes de julio para propiciar una mayor republicanización de las estructuras del poder local, que ellos entendían como algo fundamental para asentar la República. Conocedores (como participantes a través de la acción de los diputados) de los preparativos que se estaban haciendo en otras partes del país, decidieron aprovechar esa ventana de oportunidad para acelerar el proceso de dotar de estructuras republicanas a la provincia, que ellos consideraban como eje prioritario de la futura organización territorial... Y todo ello en un clima de orden y de deseo de pacto [con el gobierno central].